# Adenia lapiazicola
Adenia lapiazicola är en passionsblomsväxtart som beskrevs av M. Bardot-vaucoulon. Adenia lapiazicola ingår i släktet Adenia och familjen passionsblomsväxter. Inga underarter finns listade i Catalogue of Life.